# Phạm Khuê
Phạm Khuê (7 tháng 8 năm 1925 – 2 tháng 1 năm 2003), Giáo sư, Bác sĩ, Nhà giáo nhân dân. Quê quán tại thôn Lương Ngọc, xã Thúc Kháng, huyện Bình Giang, Hải Dương, là con trai thứ bảy của Phạm Quỳnh, ông là đại biểu Quốc hội Việt Nam khóa X. 
Ông từng thuộc đoàn Đại biểu Quốc hội Hải Dương, Nguyên Chủ tịch Hội người cao tuổi Việt Nam, nguyên Viện trưởng Viện Lão khoa, Uỷ viên Ủy ban Trung ương Mặt trận Tổ Quốc Việt Nam, Uỷ viên Uỷ ban về các vấn đề xã hội của Quốc hội.